# Hellinsia tinctidactylus
Hellinsia tinctidactylus là một loài bướm đêm thuộc họ Pterophoridae. Loài này có ở Úc.